# Willy Raine
William Ryan „Willy” Raine (ur. 5 stycznia 1970 w Whistler) – kanadyjski narciarz alpejski, uczestnik Zimowych Igrzysk Olimpijskich 1992 w Albertville.

## Osiągnięcia

### Igrzyska olimpijskie
| Miejsce | Dzień     | Rok  | Miejscowość | Konkurencja | Czas biegu  | Strata   | Zwycięzca            |
| ------- | --------- | ---- | ----------- | ----------- | ----------- | -------- | -------------------- |
| 47.     | 16 lutego | 1992 | Albertville | Supergigant | 1:19,10 min | +6,06 s  | Kjetil André Aamodt  |
| 39.     | 18 lutego | 1992 | Albertville | Gigant      | 2:20,06 min | +13,08 s | Alberto Tomba        |
| 29.     | 22 lutego | 1992 | Albertville | Slalom      | 1:53,32 min | +8.92 s  | Finn Christian Jagge |

### Puchar Świata

#### Miejsca w klasyfikacji generalnej
- 1991/1992: 147.
- 1993/1994: 103.